# ابوالنجیب سهروردی
ضیاءالدین ابوالنجیب عبدالقاهر سهروردی (۴۹۰-۵۶۳) از فقیهان و از مشایخ صوفیه در سده ششم هجری بود. او آغازگر و مرکز اتصال برخی سلاسل صوفیه، از جمله سلسله سهروردیه است. رشته تصوف او به شهاب‌الدین عمر سهروردی و پس از او نیز به عزالدین محمود کاشانی (وفات ۷۳۵ هـ. ق) مؤلف مصباح‌الهدایه و مفتاح‌الکفایه می‌رسد. پس از مرشدش احمد غزالی او بطور رسمی آغازگر سلسله ذهبیه بود و به گونه‌ای قطب دهم این سلسله و اولین قطب غیرمشترک میان سلسله ذهبیه و سلسله مولویه و سلسله نعمت اللهیه بود.
او در سهرورد در نزدیکی زنجان متولد شد. پدر او عبدالله بن محمد بن عَمویه سهروردی، پسرش شیخ زین‌الدین بابا و شهاب‌الدین عمر سهروردی برادرزاده او بود.
از علی نبهان و گروه دیگری حدیث شنید. مدتی در مدرسه نظامیه بغداد نزد اسعد میهنی و استادان دیگر به تحصیل فقه و اصول مذهب پرداخت و سماع حدیث را نزد قاضی ابوبکر انصاری تکمیل کرد. پس از فراغت از علوم ظاهری داخل رشته تصوف شد و به تربیت و ارشاد طالبان طریقت پرداخت. او را در مذهب شافعی امام و در طریق تصوف عَلَمی از اَعلام شمرده‌اند. در علم به پایگاهی رسیده بود که او را مُفتی عِراقین و قُدوه فریقین لقب داده بودند. پس از آن که به تصوف تمایل یافت با شیخ حماد دباس و احمد غزالی مصاحبت کرد و در بغداد رباط و مدرسه‌ای ساخت و به وعظ و تذکیر و دعا و تحذیر پرداخت. دو سال نیز در مدرسه نظامیه بغداد درس داد. در تفسیر و فقه محفوظات بسیار داشت و شاگردان بسیاری از او دین و تصوف فراگرفتند. نزد خلیفه عباسی زمان بسیار مقرب بود و از این رو پناهگاه مردمی بود که از تعدیات المستنجد بالله در عذاب بودند. سرانجام در بغداد درگذشت. از آثار او آداب المریدین، شرح‌الاسماء الحسنی و غریب‌المصابیح را نام برده‌اند.